# ボンボン (映画)
『ボンボン』（スペイン語: El Perro、英語: Bombón: El Perro）は2004年制作のアルゼンチン映画。中年の男性と、ひょんなことから彼の飼い犬となった白い犬の物語。出演しているフアン・ビジュガスもワルテル・ドナードも、俳優ではなく素人である。

## キャスト
- フアン・ビジュガス
- ワルテル・ドナード

## ストーリー
中年のフアンは、オーナーが変わったとたん、20年間働いたガソリンスタンドをクビになってしまう。新しい仕事を探すが見つからず、娘夫婦の家に厄介になりながら、肩身の狭い日々を送っていた。あるとき、困っている女性を助けたフアンは、お礼にと大きな白い犬を押し付けられる。ドゴ・アルヘンティーノという種類の立派な犬だと言われるが、仕事もないのに犬など連れて帰ったら娘がなんと言うか･･･。しかし、フアンはその白い犬を家に連れて帰ることにした。案の定、家にとどまるか、犬を選ぶかの選択を迫られ、仕方なしにフアンは犬を車に乗せ、旅に出た。